# Hosejn Dehghan
Hosejn Dehghan, wł. Hossein Dehghani Poudeh (pers. ‏حسین دهقانی پوده‎, ur. 1957 w Szachreza) – irański wojskowy, minister obrony i logistyki sił zbrojnych Iranu w latach 2013–2017. 

## Życiorys
Krótko po zwycięstwie rewolucji islamskiej w Iranie zaciągnął się do nowo utworzonego Korpusu Strażników Rewolucji Islamskiej. W 1980 został komendantem garnizonu Korpusu w Teheranie, którym kierował przez dwa lata. Od 1982 do 1984 dowodził oddziałami Strażników Rewolucji w Syrii i Libanie, następnie od 1984 do 1986 ponownie był komendantem teherańskich oddziałów KSRI. Od 1986 do 1990 był zastępcą dowódcy lotnictwa Korpusu, następnie przez dwa lata jego dowódcą, a od 1992 do 1996 zastępcą szefa sztabu Korpusu Strażników Rewolucji Islamskiej.
W 1997 został wiceministrem obrony Iranu w rządzie Mohammada Chatamiego. W 2005, po wyborze Mahmuda Ahmadineżada na prezydenta Iranu został mianowany wiceprezydentem i prezesem Fundacji Męczenników i Weteranów. Na tym stanowisku zajmował się m.in. wspieraniem proirańskich organizacji zbrojnych w Libanie i Autonomii Palestyńskiej, w tym Hezbollahu i Hamasu. Na obu stanowiskach pozostawał do 2009. W 2010 został przewodniczącym komisji spraw politycznych, obronnych i bezpieczeństwa przy Radzie Korzyści. W 2012 razem z kilkoma innymi byłymi ministrami w rządzie Ahmadineżada skrytykował politykę prezydenta w liście otwartym. Jest związany ze stronnictwem irańskich reformatorów, należy do Umiarkowanej Partii Rozwoju kierowanej przez Hasana Rouhaniego.
Ukończył studia w zakresie zarządzania na Uniwersytecie Teherańskim.
W 2013 objął stanowisko ministra obrony i logistyki sił zbrojnych Iranu w rządzie nowo wybranego prezydenta Hasana Rouhaniego. Pełnił je do 2017 r.